# Repubblica Socialista Sovietica Carelo-Finlandese
La Repubblica Socialista Sovietica Carelo-Finlandese o RSS Carelo-Finlandese (in finlandese Karjalais-suomalainen sosialistinen neuvostotasavalta, in russo Карело-Финская Советская Социалистическая Республика?, Karelo-Finskaja Sovetskaja Socialističeskaja Respublika), chiamata anche Carelia sovietica o semplicemente nota come Carelia, fu una Repubblica dell'Unione Sovietica. Esistette dal 1940 fino a quando entrò a far parte della RSFS Russa nel 1956 come Repubblica Socialista Sovietica Autonoma di Carelia. Quest'ultima divenne la Repubblica di Carelia, un soggetto federale della Russia, il 13 novembre 1991.

## Storia
La Repubblica Socialista Sovietica Carelo-Finlandese venne istituita dal governo sovietico il 31 marzo 1940 fondendo la RSSAC con la Repubblica Democratica Finlandese. Quest'ultima venne creata nel territorio ceduto dalla Finlandia nella guerra d'inverno dal trattato di pace di Mosca, vale a dire l'istmo della Carelia e Ladoga Carelia, comprese le città di Viipuri e Sortavala.
Praticamente l'intera popolazione careliana delle aree cedute, circa 422.000 persone, venne evacuata in Finlandia, e i territori vennero colonizzati da popoli provenienti da altre parti dell'Unione Sovietica.
La creazione di una nuova Repubblica dell'Unione per un gruppo etnico che non era grande in termini assoluti, né costituiva qualcosa di vicino alla maggioranza nel suo territorio, né era stata una nazione indipendente separata prima della sua incorporazione nell'URSS, non aveva precedenti nella storia dell'URSS. Alcuni storici successivi ritengono che l'elevazione della Carelia sovietica da una Repubblica socialista sovietica autonoma (all'interno della RSFSR) a una RSS sia stata una mossa politica come "mezzo conveniente per facilitare la possibile incorporazione di ulteriore territorio finlandese " (o, forse, l'intera Finlandia) nell'URSS.
     RSSAC, 1938-40
     I territori si fusero con la RSSAC nel 1940 per formare la RSSCF
     Territori aggiunti alla RSSCF nel 1940 ma trasferiti alla RSFSR nel 1944, 1953 e 1955

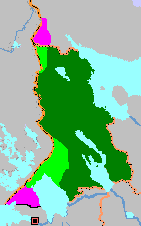
RSSAC, 1938-40
I territori si fusero con la RSSAC nel 1940 per formare la RSSCF
Territori aggiunti alla RSSCF nel 1940 ma trasferiti alla RSFSR nel 1944, 1953 e 1955

Nel 1941, la Finlandia riconquistò il territorio che aveva perso nel 1940 ed occupò la maggior parte delle terre della Carelia che erano state all'interno dell'URSS prima del 1940, compresa la capitale Petrozavodsk (Petroskoi). Nel 1944, l'Unione Sovietica riconquistò l'area. La sovranità sovietica venne riconosciuta dalla Finlandia nell'armistizio di Mosca e nel trattato di pace di Parigi. I careliani finlandesi vennero nuovamente evacuati in Finlandia.
Nel settembre 1944, l'Istmo careliano con Vyborg (Viipuri) venne trasferito dalla RSS Carelo-Finlandese all'oblast' di Leningrado della RSFSR, ma Ladoga Karelia rimase una parte della repubblica. Il 16 luglio 1956, la repubblica venne incorporata nella RSFS russa come Repubblica Socialista Sovietica Autonoma di Carelia. Questa mossa può forse essere spiegata nel contesto del generale miglioramento delle relazioni finno-sovietiche del dopoguerra, che includeva anche passi come la restituzione da parte dei sovietici della base navale di Porkkala, l'affitto del territorio alla totale sovranità finlandese (gennaio 1956) e l'affitto dell'Isola Maly Vysotsky e la sezione sovietica del Canale Saimaa (conquistata dall'URSS nel 1940 e nel 1944) alla Finlandia (1963).
L'abolizione della RSS di Carelia nel 1956 fu l'unico caso nella storia dell'URSS (1922–1991) di fusione di una Repubblica membro dell'URSS in un'altra repubblica. L'emblema di stato dell'Unione Sovietica doveva essere cambiato per riflettere ciò, con uno dei 16 nastri che simboleggiavano le repubbliche costituenti rimosso. Anche le banconote sovietiche recanti l'emblema vennero modificate di conseguenza. Negli ultimi giorni dell'URSS, la RSSA di Carelia divenne la Repubblica di Carelia, una suddivisione della Federazione Russa, il 13 novembre 1991.

## Politica
Il presidente del Soviet Supremo Carelo-Finlandese (1940–1956) era un comunista finlandese, Otto Wille Kuusinen. Nella repubblica c'era anche un Partito Comunista Carelo-Finlandese separato, guidato negli anni '40 da G. N. Kupriyanov. Jurij Andropov fu per alcuni anni il primo segretario della sezione del Komsomol della repubblica, la Lega della Gioventù Comunista Leninista della Repubblica Socialista Sovietica Carelo-Finlandese.

### Presidenti del Soviet Supremo
| Nome                | Periodo                        |
| ------------------- | ------------------------------ |
| Nikolaj Sorokin     | 7 agosto 1940 – 15 aprile 1947 |
| Adolf Taimi         | 15 aprile 1947 – 1955          |
| Johannes Sogijainen | 1955 – 1956                    |

### Presidenti del Presidium del Soviet Supremo
| Nome                                           | Periodo                         |
| ---------------------------------------------- | ------------------------------- |
| Mark Gorbačëv(come capo della RSSA di Carelia) | 31 marzo 1940 – 11 luglio 1940  |
| Otto Wille Kuusinen                            | 11 luglio 1940 – 16 luglio 1956 |

### Presidenti del Consiglio dei Commissari del Popolo

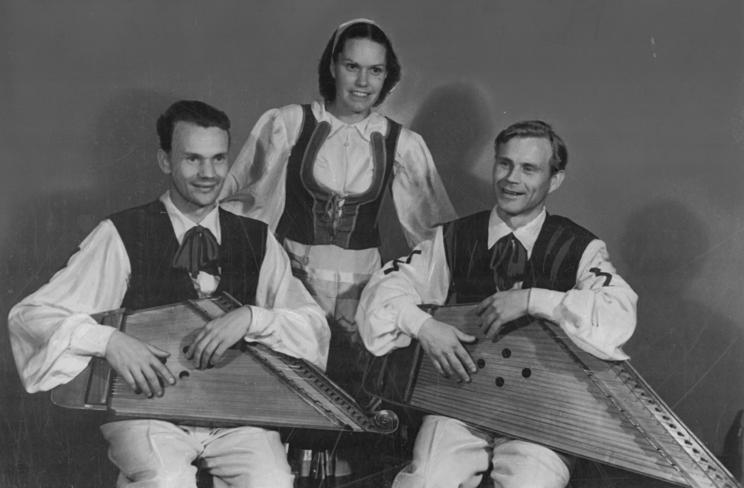
Suonatori di kantele della RSSCF al Secondo Festival Mondiale della Gioventù e degli Studenti, 1949

Il Consiglio dei commissari del popolo venne ribattezzato Consiglio dei ministri nel 1946.
| Name                | Period                            |
| ------------------- | --------------------------------- |
| Pavel Prokkonen     | 1940 – February 1947              |
| Voldemar Virolainen | February 1947 – 24 February, 1950 |
| Pavel Prokkonen     | 1950 – 16 July, 1956              |